# Свидовець (струмок)
Свидове́ць — струмок в Українських Карпатах, у  Рахівському районі Закарпатської області. Правий доплив Чорної Тиси (басейн Дунаю).

## Опис
Довжина приблизно 9 км. Формується з багатьох безіменних струмків. 

## Розташування
Бере початок біля Свидовецьких скель. Спочатку тече на північний схід, а потім на південний схід територією Карпатського біосферного заповідника (Свидовецький заповідний масив). На південно-західній околиці Ясіня впадає у річку Чорну Тису, праву притоку Тиси.

## Світлини та відео

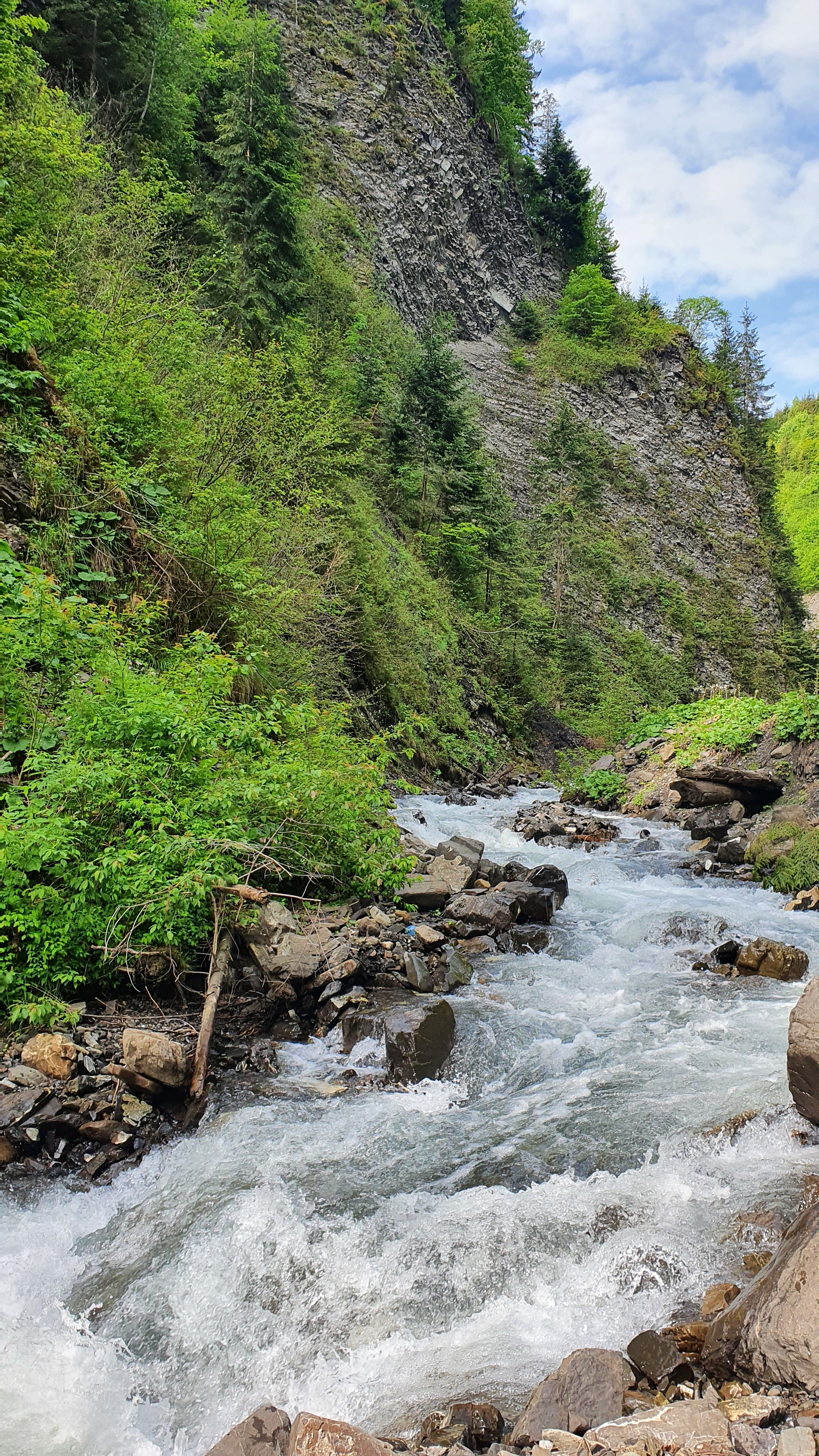
Біля Свидовецьких скель
- Відео струмка